# 小久保工業所プレゼンツ 文化放送 川島なお美 ミセスDJ ラ・ラ・ララン
『小久保工業所プレゼンツ 文化放送 川島なお美 ミセスDJ ラ・ラ・ララン』（こくぼこうぎょうしょプレゼンツ ぶんかほうそう かわしまなおみ ミセスディージェイ ラ・ラ・ララン）は、文化放送で放送されていた川島なお美の冠番組。小久保工業所の一社提供。

## 概要
かつて『ミスDJリクエストパレード』のDJを勤めた川島なお美が大人視点でのDJとして復活した番組。「NAOMI STYLE」としてこの一週間であった事と、メール紹介、スポンサーの小久保工業所のキッチン用品プレゼントのコーナーがあった。番組のCMには川島も参加したものも放送していた。
2012年4月2日からプロ野球中継（文化放送ライオンズナイター）のない月曜日夕方枠に放送（15分）。同年10月7日より、15年半続いた『地井武男の音楽旅行』の後番組として日曜17時枠に移動、放送時間も27分に拡大して放送。また10月よりラジオ大阪へもネットされていた（月曜19:15-19:30、15分）。
音楽旅行の後継番組として期待されていたが、2013年3月31日の放送をもって終了。なお、川島はこの番組の終了から2年半後の2015年9月24日、54歳で死去した。

## パーソナリティー
- 川島なお美

## 主なコーナー
- NAOMI STYLE
- NAOMIの生活エッセンス!ラ・ラ・ララン♪
- 今日のなお美語録（703569） - 文化放送のみ

## ネット局
（放送終了時点）
| 放送対象地域         | 放送局                 | ネットワーク | 放送時間           | 分 | 放送開始日    | 備考                                             |
| -------------------- | ---------------------- | ------------ | ------------------ | -- | ------------- | ------------------------------------------------ |
| 関東広域圏（東京都） | 文化放送（QR） ※制作局 | NRN          | 日曜日 17:00-17:27 | 27 | 2012年10月7日 | 2012年4月2日〜9月24日は月曜日18:30-18:45に放送。 |
| 近畿広域圏（大阪府） | ラジオ大阪（OBC）      | NRN          | 月曜日 19:15-19:30 | 15 | 2012年10月8日 |                                                  |